# 13 Bawarski Pułk Piechoty
13 Bawarski pułk piechoty im. Cesarza Austrii Franciszka Józefa I (niem. Königlich Bayerisches 13. Infanterie-Regiment „Franz Joseph I., Kaiser von Österreich und Apostolischer König von Ungarn“)  – pułk piechoty bawarskiej okresu Cesarstwa Niemieckiego.

## Charakterystyka
Pułk został sformowany 31 maja 1806. Stacjonował w Ingolstadt i Eichstätt . Wchodził w skład III Bawarskiego Korpusu Armijnego . Wiosną 1914 był w strukturze 6 Bawarskiej Dywizji Piechoty.
W wyniku mobilizacji, w sierpniu 1914 pułk osiągnął gotowość bojową i w składzie 11 Brygady Piechoty z 6 Dywizji Królewsko-Bawarskiej został wysłany na front zachodni.
Na stopie wojennej pułk liczył początkowo 3287 żołnierzy i dysponował 53-osobowym sztabem. Jego trzon stanowiły trzy bataliony piechoty liczące etatowo po 1079 żołnierzy. Te dzieliły się na cztery trzyplutonowe kompanie. Ponadto pułk posiadał organiczną kompanię karabinów maszynowych. W kolejnych latach w armii cesarskiej następowała restrukturyzacje wojsk. Wprowadzono nowy model „dywizji wz. 1915”. Zgodnie z jej etatem, pozostawiono w pułku 97-osobową kompanię karabinów maszynowych z 15 kaemami, ale liczebność batalionu piechoty zmniejszono do 650 żołnierzy. Słabszym liczebnie batalionom dodano jednak kompanię karabinów maszynowych, a w 1917 pluton granatników i pluton moździerzy.

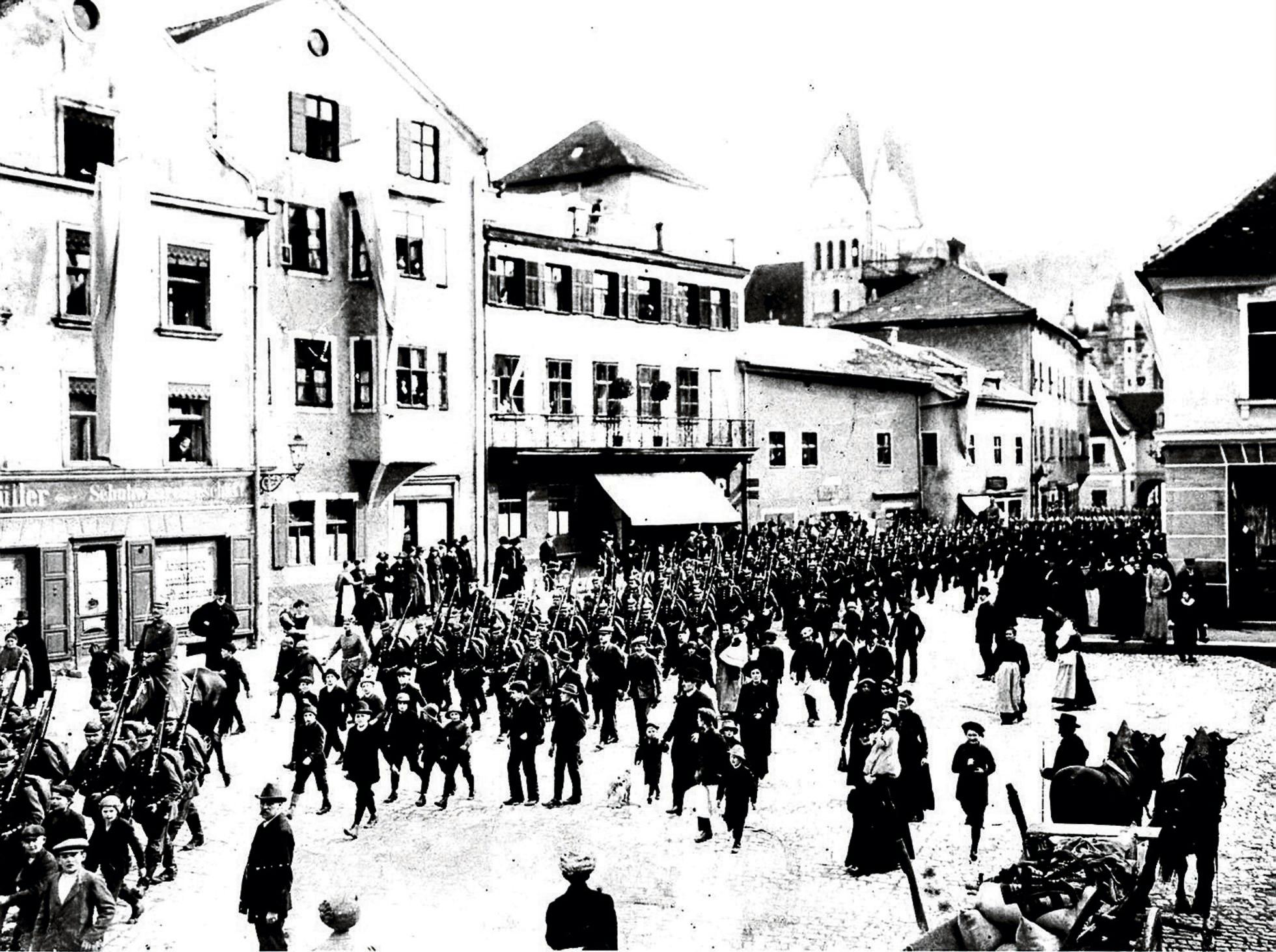